# Juegos Olímpicos de Helsinki 1952
Los Juegos Olímpicos de Helsinki 1952, o Juegos de la XV Olimpiada, se celebraron en Helsinki (Finlandia) entre el 19 de julio y el 3 de agosto de 1952. Participaron 4955 atletas (4436 hombres y 519 mujeres) de 69 países, que compitieron en 149 competiciones de 17 deportes.
La ciudad de Helsinki ya había sido elegida como sede para albergar los Juegos Olímpicos de Verano de 1940, en sustitución de Tokio. Sin embargo, la capital finlandesa no pudo organizarlos por el desarrollo de la Segunda Guerra Mundial. Años después, Helsinki volvió a presentarse, y fue elegida por el Comité Olímpico Internacional el 21 de junio de 1947.
Los Juegos Olímpicos de Helsinki pasaron a la historia por ser la edición donde más récords olímpicos y mundiales se batieron, marca que no fue superada hasta Pekín 2008. En esta edición se produjo el debut de la Unión Soviética e Israel, y regresaron Japón y Alemania. El país que más medallas ganó fue Estados Unidos, con 76 preseas. También destacaron por la hazaña del atleta checoslovaco Emil Zátopek, que ganó la medalla de oro en 5000 metros, 10 000 metros y la maratón.

## Elección de sede
Helsinki ya estuvo a punto de organizar los Juegos Olímpicos de Verano de 1940 en sustitución de Tokio, que debió renunciar a ellos por el transcurso de la segunda guerra sino-japonesa. Sin embargo, la edición de 1940 quedó suspendida por otro conflicto, la Segunda Guerra Mundial, en desarrollo. Con la elección directa de Londres para los Juegos de 1948, Helsinki presentó su candidatura para los de 1952.
La capital finlandesa tuvo que competir con seis candidaturas. Cinco localidades de Estados Unidos se habían presentado por separado: Chicago, Detroit, Filadelfia, Los Ángeles y Mineápolis. La ciudad de Los Ángeles ya organizó los Juegos Olímpicos en su edición de 1932, mientras que Chicago estuvo a punto de hacerlo en 1904, aunque al final no pudo en beneficio de San Luis (Misuri) porque coincidió con la Exposición Universal de 1904, celebrada en el mismo emplazamiento. La otra candidatura era Ámsterdam (Países Bajos), que albergó unos Juegos en 1928.
La votación tuvo lugar en la 40.ª Sesión del Comité Olímpico Internacional (COI), celebrada el 21 de junio de 1947 en Estocolmo (Suecia). Con el voto de 28 miembros, se necesitaron solo dos rondas para elegir a Helsinki como sede por mayoría absoluta. Su victoria se vio en la prensa como una compensación a la capital finlandesa por la cancelación de la edición de 1940, cuando ya tenían muchas infraestructuras construidas. En este caso Finlandia tenía una buena situación económica, frente a otros estados aún afectados por la posguerra, y Estados Unidos no envió una candidatura unificada, por lo que Helsinki resultó la elección más lógica.

### Contexto político
La celebración de estos Juegos Olímpicos coincidió con uno de los momentos más críticos de la Guerra Fría. Las relaciones entre Estados Unidos y la Unión Soviética atravesaban sus peores momentos por la victoria de los comunistas en China y por la guerra de Corea. En Oriente Próximo se había recrudecido el conflicto árabe-israelí después de que Israel proclamara su independencia, rechazada por los estados vecinos. En cuanto a Europa, Alemania seguía dividida en zonas de ocupación y en principio se optó por reconocerla como un solo estado.
El Comité Olímpico Internacional ya había reconocido a varios comités nacionales como el de Alemania y Japón, ausentes en Londres 1948. En el caso de Alemania, compitieron por separado la República Federal Alemana y el Protectorado del Sarre, que fue independiente hasta su integración en Alemania en 1955. La República Democrática Alemana, de signo comunista, no fue invitada. Respecto a China, el COI reconoció tanto al gobierno de la China Popular como a la China Nacionalista, quienes después de la guerra habían huido a la isla de Taiwán. Ninguna de las partes reconoce a la otra. Al final, los taiwaneses abandonaron la Villa Olímpica dos días antes de la inauguración.
La Unión Soviética pudo inscribir a sus atletas a última hora, después de que el COI aceptara a su comité en mayo de 1951. Su última participación hasta entonces fue 40 años atrás, como Rusia, en los Juegos Olímpicos de Estocolmo 1912.

## Deportes
En los Juegos Olímpicos de Helsinki se celebraron 149 eventos en 17 deportes, sin nuevas incorporaciones respecto a la anterior edición. Por primera vez, las pruebas de equitación permitían competir a los jinetes que no eran oficiales militares, incluyendo a las mujeres. Se incluyó en gimnasia la categoría femenina de eventos individuales (concurso general, suelo, potro, equilibrio, asimétricas y aparatos). Por otro lado, en pentatlón moderno se incluyó una prueba por equipos. Los deportes de exhibición fueron el pesäpallo —variante finlandesa del béisbol— como disciplina nacional, y el balonmano de once jugadores como la internacional. Hubo una exhibición de calistenia ofrecida por las organizaciones gimnásticas de Dinamarca y Finlandia.
Por primera vez no hubo competiciones de arte en el programa olímpico. Aunque seguían siendo disciplina olímpica, el Comité Organizador no las incluyó.

### Deportes oficiales
- Atletismo (33)
- Baloncesto (1)
- Boxeo (10)
- Ciclismo
  -  Ciclismo en pista (4)
  -  Ciclismo en ruta (2)
- Ecuestre
  -  Concurso completo (2)
  -  Doma clásica (2)
  -  Salto ecuestre (2)
- Esgrima (7)
- Fútbol (1)
- Gimnasia artística (15)
- Halterofilia (7)
- Hockey sobre césped (1)
- Lucha
  -  Lucha grecorromana (8)
  -  Lucha libre (8)
- Natación (11)
- Pentatlón moderno (2)
- Piragüismo en esprint (9)
- Remo (7)
- Saltos (4)
- Tiro (7)
- Vela (5)
- Waterpolo (1)

### Deportes de exhibición
- Balonmano (1)
- Pesäpallo (1)

## Antorcha olímpica

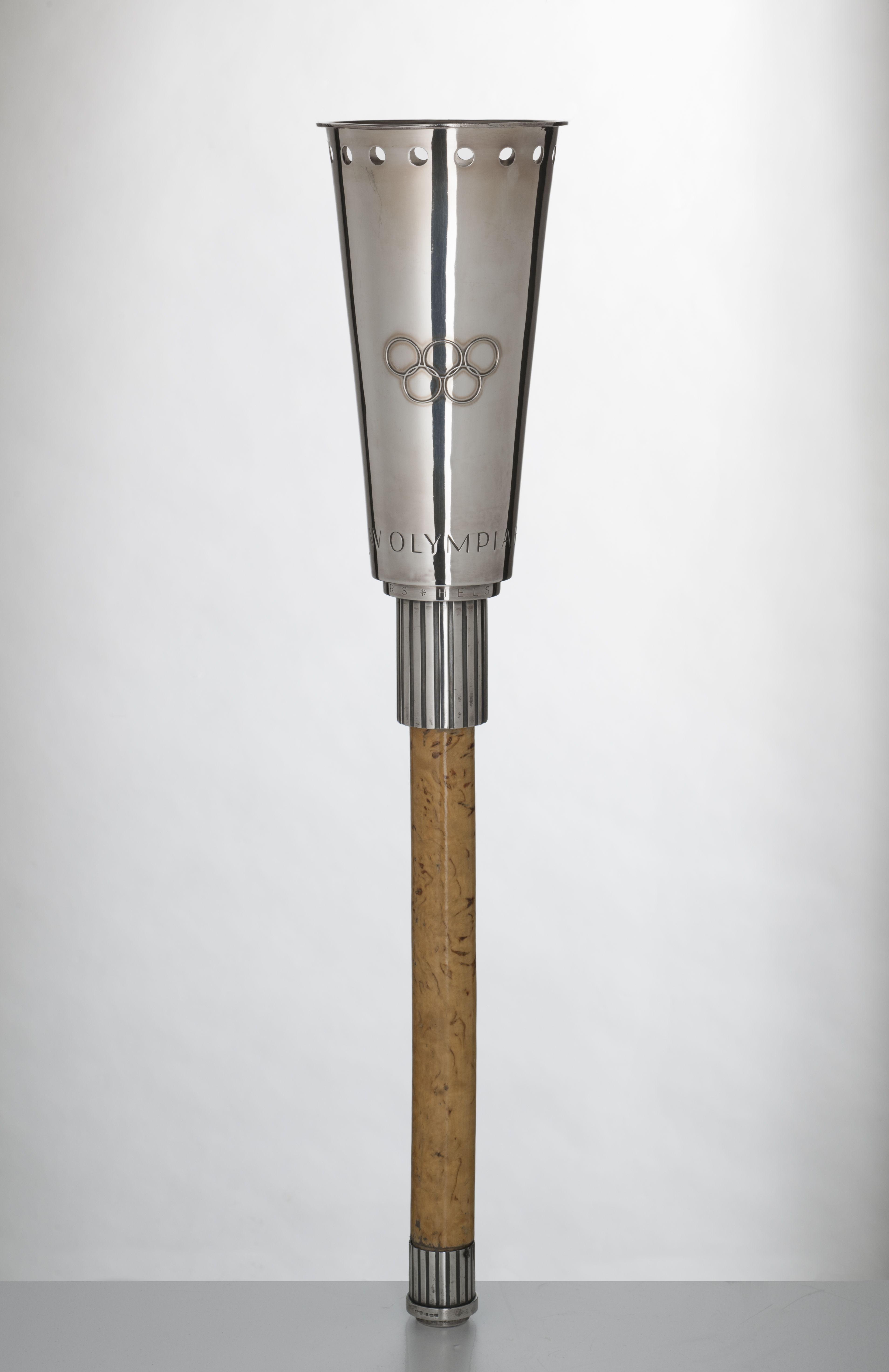
Antorcha olímpica de los Juegos Olímpicos de Helsinki 1952.

El recorrido tuvo lugar desde el 25 de junio hasta el 19 de julio, con una distancia de 4725 kilómetros y 3372 relevistas. Helsinki 1952 fue la primera edición en la que los portadores del fuego llevaban un número limitado de antorchas. En los Juegos Olímpicos de 1936, edición en que se instauró la tradición de la antorcha olímpica, y en los de 1948, era habitual que muchos relevistas se la quedaran, algo que el COI prohibió en esta ocasión.
La antorcha fue diseñada por Aukusti Tuhka, con una altura de 60 centímetros y un peso de 600 gramos. Cada una contaba con su bote de combustible para evitar que la llama se apagara. El Comité Organizador encargó a la empresa Kultakeskus la fabricación de solo 22 antorchas, frente a las 1.688 usadas en la anterior edición.
La ruta comenzó con el tradicional encendido de la llama en el estadio de Olimpia (Grecia) el 25 de junio de 1952. Tras cruzar las ciudades de Corinto y Atenas, los portadores llevaron el fuego por primera vez en un avión hasta Escandinavia, con escalas técnicas en Alemania Occidental (Múnich y Dusseldorf). El 28 de junio se llegó a Aalborg, punto de partida para un recorrido por Dinamarca (Aalborg, Odense y Copenhague), Suecia (Malmö, Gotenburgo y Estocolmo) y Finlandia (Tornio, Rovaniemi, Oulu, Tampere, Hämeenlinna y Helsinki).
El calendario previsto se cumplió sin contratiempos. El último relevista en llegar al Estadio Olímpico de Helsinki fue el atleta Paavo Nurmi, encargado de encender el pebetero.

## Organización
La organización de los Juegos Olímpicos corrió a cargo del Comité Organizador de las XV Olimpiadas de Helsinki. Su presidente fue Erik von Frenckell, director de la Federación de Fútbol de Finlandia, miembro del Comité Olímpico Finlandés y parlamentario por el Partido Popular Sueco. El primer ministro finés, Juho Kusti Paasikivi, asumió el patronazgo.

### Sede e instalaciones deportivas
El gobierno finlandés y el Comité Organizador establecieron más de 20 sedes e instalaciones deportivas. La mayoría se concentraron en Helsinki y su área metropolitana salvo el pentatlón moderno, el esgrima y algunos partidos de fútbol, que se desarrollaron en ciudades cercanas. Casi todas las sedes ya estaban construidas para la organización de los Juegos Olímpicos de 1940, que nunca se celebraron, y pudieron usarse en 1952 con pequeñas reformas. El anillo olímpico está situado en el distrito de Töölö.
El estadio olímpico fue el Estadio Olímpico de Helsinki (en finés, Helsingin olympiastadion), inaugurado en 1938, con capacidad en esas fechas para 50 000 espectadores. Para los Juegos Olímpicos, se construyó al este del estadio una grada supletoria de madera, demolida al término de los Juegos, que aumentaba el aforo hasta las 70 000 personas. El estadio cuenta con una torre de 72 metros de altura, uno de los símbolos de estas olimpiadas, que ofrece una visión panorámica de la capital. Dentro del recinto se instaló un pebetero, un marcador electrónico, y se remodeló la pista de atletismo y las instalaciones.
Las pruebas de natación y saltos se realizaron en el Estadio de Natación de Helsinki, al aire libre. Las obras comenzaron en 1939 pero quedaron paralizadas por el estallido de la Segunda Guerra Mundial. No se retomarían hasta 1947, ya con la elección de sede asegurada. Las competiciones de ciclismo se desarrollaron en el Velódromo de Helsinki, abierto en 1940 con diseño de Hilding Ekelund. Las pruebas de remo y piragüismo se hicieron en unos terrenos a un kilómetro del estadio, mientras que las de vela se desarrollaron alrededor de la isla de Harmaja.

#### Sedes en el anillo olímpico de Helsinki

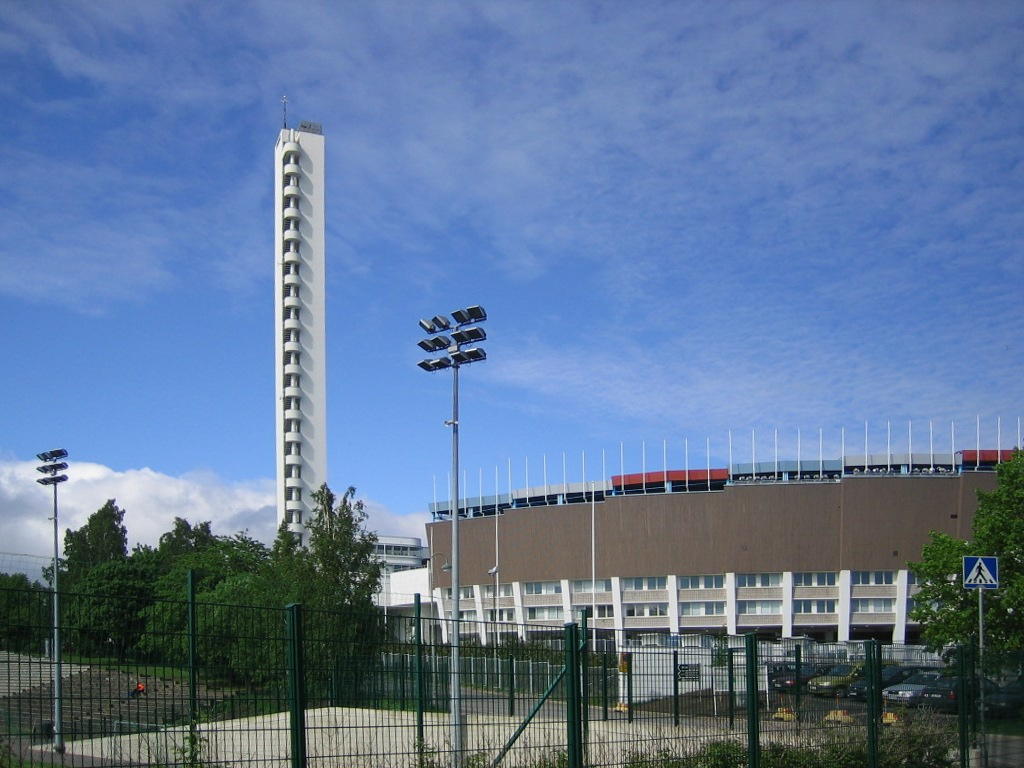
Exterior del Estadio Olímpico de Helsinki, con su torre de 72 metros de altura.

- Estadio Olímpico — atletismo, fútbol (final), equitación (saltos), ceremonias de apertura y clausura.
- Estadio de Natación — natación, saltos de trampolín, waterpolo
- Velódromo de Helsinki — ciclismo en pista, hockey sobre hierba
- Centro de convenciones — gimnasia, baloncesto (final), boxeo, halterofilia, lucha
- Campo de fútbol de Töölö — fútbol
- Taivallahti — piragüismo

#### Sedes fuera del anillo olímpico de Helsinki
- Palacio de Tenis — baloncesto
- Campo de tiro de Malmi — Tiro olímpico (pistola y rifle)
- Campo de tiro de Huopalahti — Tiro olímpico (foso olímpico)
- Harmaja — Vela
- Liuskasaari — Vela
- Meilahti — Remo
- Ruskeasuo — Equitación (doma clásica y concurso completo)
- Tali — Equitación
- Laakso - Equitación

#### Sedes en otras ciudades
- Espoo: Westend — esgrima
- Hämeenlinna: Ahvenisto — pentatlón moderno
- Kotka: Arto Tolsa Areena — fútbol
- Lahti: Estadio Kisapuisto — fútbol
- Tampere: Estadio Ratina — fútbol
- Turku: Estadio Kupittaa — fútbol

### Villa olímpica

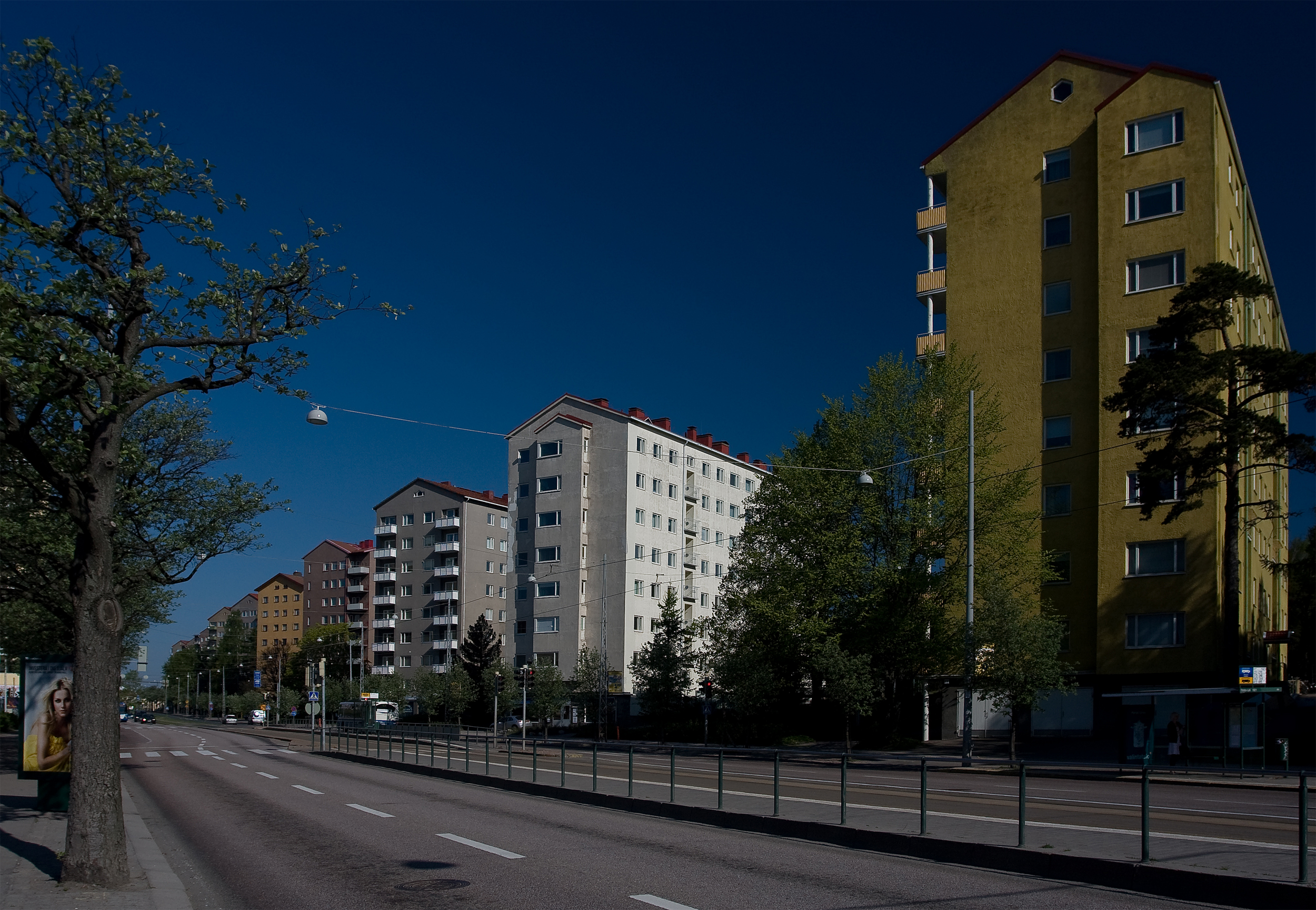
Detalle de la Villa Olímpica de Helsinki.

En estos Juegos se recuperó la tradición de una villa olímpica para los atletas, aunque no fue hasta Melbourne 1956 cuando se asumió este término. La villa original (Olympiakylä) se situó en el distrito de Käpylä, a tan solo dos kilómetros del anillo olímpico, y su diseño corrió a cargo del arquitecto finés Hilding Ekelund. Ocupó el sitio donde estaba previsto construir la de los cancelados los de 1940. Los edificios fueron construidos para que, una vez terminados los Juegos, pudieran utilizarse como viviendas.
El Comité Organizador esperaba albergar a 3500 personas. Sin embargo, el éxito de asistencia a los Juegos Olímpicos de Londres 1948 aumentó las previsiones de la organización, que incrementó el número de edificios. Cuando el Comité Olímpico Internacional dio su visto bueno, se aprobó un plan para alojar a más de 7500 participantes, la mayoría concentradas en Olympiakylä. Las mujeres residieron en una villa especial, a un kilómetro del estadio.
Las tensiones políticas por la Guerra Fría provocaron que los atletas de países bajo órbita soviética no quisieran alojarse en la villa olímpica de Käpylä. Por esta razón, el Comité Organizador habilitó una segunda residencia para atletas en Otaniemi, situada en la localidad cercana de Espoo. Algunos deportistas de Portugal descansaron en el barco que les llevó hasta Helsinki.

## Participantes

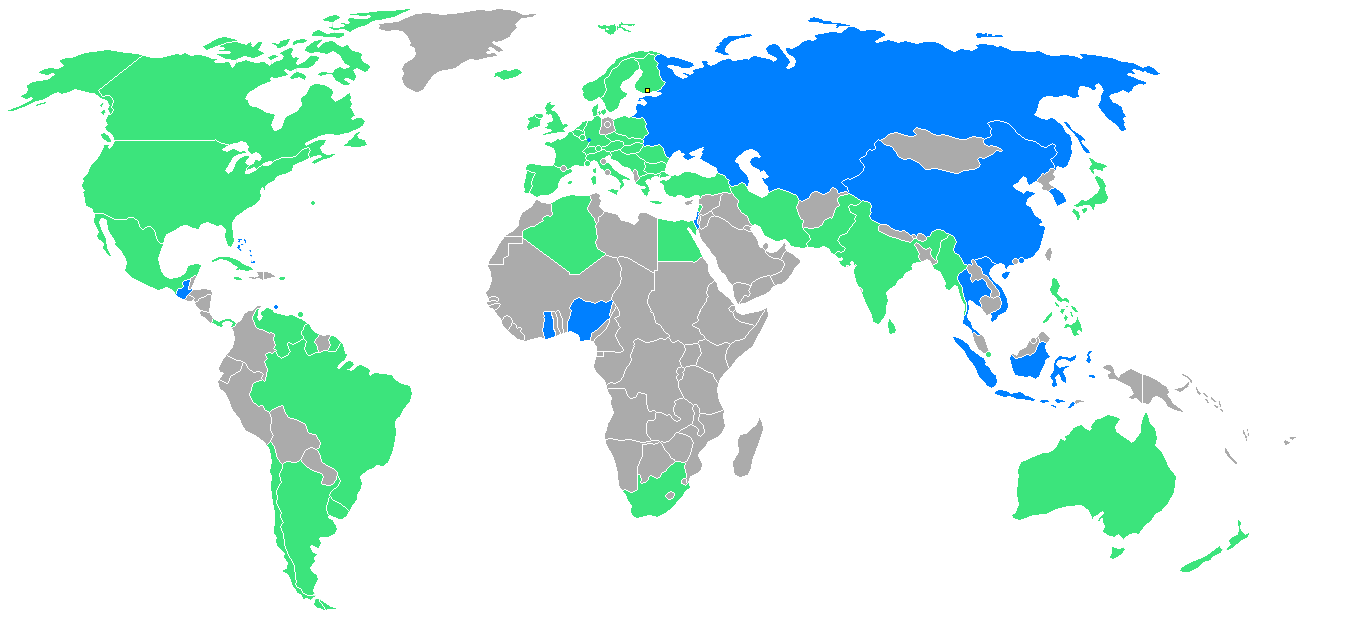
Mapa del mundo con los participantes en Helsinki 1952. En azul, figuran los debutantes.

En los Juegos Olímpicos de Helsinki participaron 69 comités nacionales afiliados al Comité Olímpico Internacional, diez más que en la anterior edición. En total hubo 4955 atletas (4436 hombres y 519 mujeres).
Hubo trece estados que hicieron su debut en los Juegos Olímpicos: Antillas Neerlandesas, Bahamas, República Popular de China, Costa de Oro británica (actual Ghana), Guatemala, Hong Kong, Indonesia, Israel, Nigeria, Tailandia, Unión Soviética y Vietnam. El COI había invitado a 73 países pero se encontró con cuatro bajas. Paraguay, Colombia y Perú rechazaron la invitación, Haití solo estuvo en las exhibiciones artísticas y la China Nacionalista se retiró a dos días de la inauguración por el reconocimiento de la República Popular de China.
El debut más importante fue el de la Unión Soviética. El antiguo Imperio Ruso compitió por última vez en Estocolmo 1912 y desde entonces se había negado a participar. No obstante, al final aprovechó el poder del deporte para confirmar su influencia mundial. Esto se tradujo en una dura competencia con Estados Unidos, tanto atlética como política, que no terminó hasta la disolución de la URSS en 1991. A pesar de su regreso, Stalin se negó a que la antorcha olímpica pasara por su país y que los deportistas soviéticos fueran alojados en una villa olímpica diferente.
Alemania y Japón volvieron a participar luego de su exclusión en Londres 1948. Los germanos no participaban desde Berlín 1936 y aunque su país seguía dividida en territorios de ocupación, se envió un equipo unificado. De ese combinado quedó fuera la zona bajo control soviético, que se negó a enviar deportistas. El Protectorado del Sarre, independiente de Alemania hasta 1955, tuvo su propia delegación.
| Países participantes | Países participantes | Países participantes |
| --- | --- | --- |
| \| - Alemania (GER) - Antillas Neerlandesas (AHO) - Argentina (ARG) - Australia (AUS) - Austria (AUT) - Bahamas (BAH) - Bélgica (BEL) - Bermudas (BER) - Birmania (BIR) - Brasil (BRA) - Bulgaria (BUL) - Canadá (CAN) - Ceilán (CEY) - Checoslovaquia (TCH) - Chile (CHI) - China (CHN) - Corea del Sur (KOR) - Costa de Oro (GHA) - Cuba (CUB) - Dinamarca (DEN) - Egipto (EGY) - España (ESP) - Estados Unidos (USA) \| - Filipinas (PHI) - Finlandia (FIN) - Francia (FRA) - Grecia (GRE) - Guatemala (GUA) - Guayana británica (GUY) - Hong Kong (HKG) - Hungría (HUN) - India (IND) - Indonesia (IDN) - Irán (IRN) - Irlanda (IRL) - Islandia (ISL) - Israel (ISR) - Italia (ITA) - Jamaica (JAM) - Japón (JPN) - Líbano (LIB) - Liechtenstein (LIE) - Luxemburgo (LUX) - México (MEX) - Mónaco (MCO) - Nigeria (NGR) \| - Noruega (NOR) - Nueva Zelanda (NZL) - Países Bajos (HOL) - Pakistán (PAK) - Panamá (PAN) - Polonia (POL) - Portugal (POR) - Puerto Rico (PUR) - Reino Unido (GBR) - Rumania (ROM) - Sarre (SAA) - Singapur (SIN) - Sudáfrica (RSA) - Suecia (SWE) - Suiza (SUI) - Tailandia (THA) - Trinidad y Tobago (TRI) - Turquía (TUR) - Unión Soviética (URS) - Uruguay (URU) - Venezuela (VEN) - Vietnam (VIE) - Yugoslavia (YUG) \| | | |
| - Alemania (GER) - Antillas Neerlandesas (AHO) - Argentina (ARG) - Australia (AUS) - Austria (AUT) - Bahamas (BAH) - Bélgica (BEL) - Bermudas (BER) - Birmania (BIR) - Brasil (BRA) - Bulgaria (BUL) - Canadá (CAN) - Ceilán (CEY) - Checoslovaquia (TCH) - Chile (CHI) - China (CHN) - Corea del Sur (KOR) - Costa de Oro (GHA) - Cuba (CUB) - Dinamarca (DEN) - Egipto (EGY) - España (ESP) - Estados Unidos (USA) | - Filipinas (PHI) - Finlandia (FIN) - Francia (FRA) - Grecia (GRE) - Guatemala (GUA) - Guayana británica (GUY) - Hong Kong (HKG) - Hungría (HUN) - India (IND) - Indonesia (IDN) - Irán (IRN) - Irlanda (IRL) - Islandia (ISL) - Israel (ISR) - Italia (ITA) - Jamaica (JAM) - Japón (JPN) - Líbano (LIB) - Liechtenstein (LIE) - Luxemburgo (LUX) - México (MEX) - Mónaco (MCO) - Nigeria (NGR) | - Noruega (NOR) - Nueva Zelanda (NZL) - Países Bajos (HOL) - Pakistán (PAK) - Panamá (PAN) - Polonia (POL) - Portugal (POR) - Puerto Rico (PUR) - Reino Unido (GBR) - Rumania (ROM) - Sarre (SAA) - Singapur (SIN) - Sudáfrica (RSA) - Suecia (SWE) - Suiza (SUI) - Tailandia (THA) - Trinidad y Tobago (TRI) - Turquía (TUR) - Unión Soviética (URS) - Uruguay (URU) - Venezuela (VEN) - Vietnam (VIE) - Yugoslavia (YUG) |

## Desarrollo

### Ceremonia de apertura

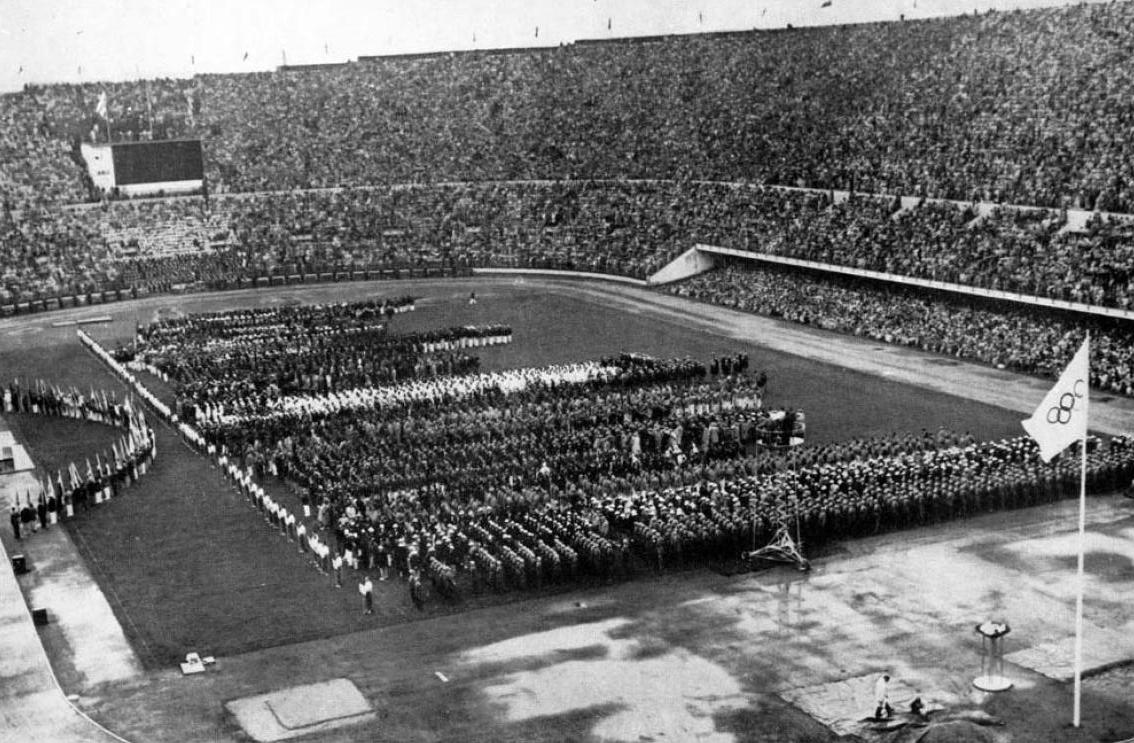
Una vista general de la ceremonia inaugural.

La inauguración tuvo lugar el 19 de julio de 1952 en el Estadio Olímpico de Helsinki. La gala comenzó a las 13:00 y estuvo encabezada por el líder del Comité Olímpico Internacional, el sueco Sigfrid Edström, en los que serían sus últimos Juegos ostentando ese cargo. Asistieron el presidente del Comité Organizador, Erik von Frenckell, y el primer ministro de Finlandia, Juho Kusti Paasikivi.
Después de una apertura protocolaria, desfilaron sobre la pista los atletas agrupados en países. El encargado de abrir fue Grecia, como manda la tradición olímpica. Después marchó el resto siguiendo el alfabeto finés, desde Antillas Neerlandesas hasta Estados Unidos, y la delegación de Finlandia cerró como anfitrión. Durante la marcha hubo un contratiempo: la República Popular China no estuvo representada porque sus deportistas no llegaron a tiempo, algo que también se notó en las pruebas: solo el representante de natación pudo competir. Tampoco asistió ningún miembro de la Guayana británica.

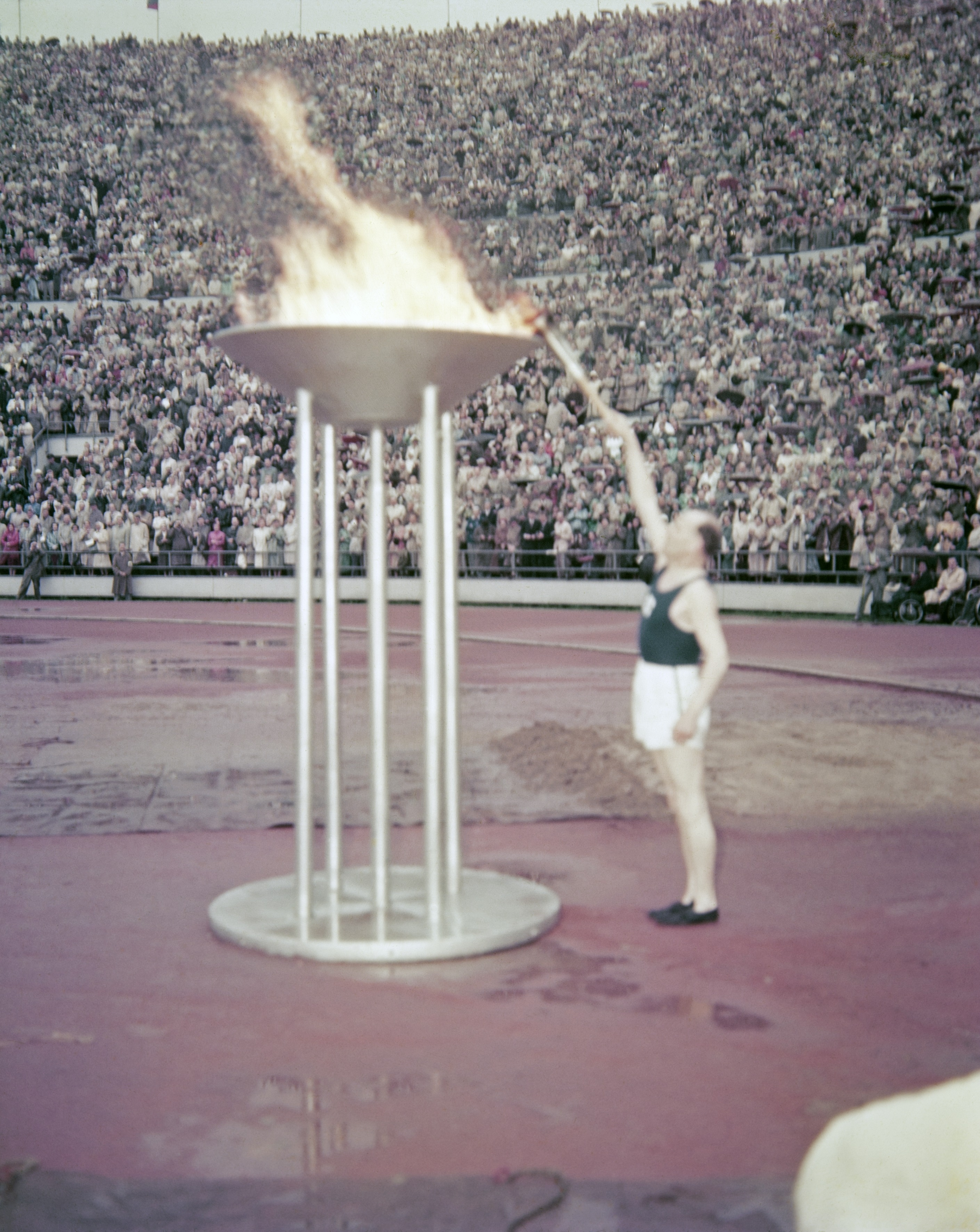
La leyenda del atletismo Paavo Nurmi encendió el pebetero.

Tras una hora de desfile, Von Frenckell hizo un breve discurso de apertura en finés, sueco, francés e inglés, mientras que el primer ministro Paasikivi declaró inaugurada la XV Olimpiada. Después del discurso, hubo 21 salvas y se soltaron 2500 palomas blancas como símbolo de paz.

A continuación entró al estadio el último relevista, cuya identidad fue revelada en el marcador segundos antes de su llegada. El afamado atleta Paavo Nurmi, campeón de 12 medallas olímpicas (9 de oro) entre 1920 y 1928, encendió el fuego a los pies del pebetero ante el aplauso unánime de los 70.000 espectadores y deportistas. Sports Illustrated recogió lo siguiente sobre el acto:
«...su célebre zancada era inconfundible para los espectadores. Cuando apareció, las oleadas de gritos aumentaron de un rugido a un trueno. Cuando los equipos nacionales se congregaron en el campo y vieron la figura de Nurmi, rompieron filas como estudiantes emocionados, corriendo hacia el borde de la pista.» 
Esta llegada no solo sorprendió a los espectadores, sino también a Sigfrid Edström y el resto del COI. En 1932 la Asociación Internacional de Atletismo, presidida en aquella época por Edström, impidió que Nurmi compitiera en los Juegos Olímpicos de Los Ángeles, alegando que ya era un atleta profesional. Veinte años después, el presidente finlandés Urho Kekkonen convenció a Nurmi para que participara en el acto.
La torre del estadio también contaba con un pebetero, que fue encendido por otra leyenda del atletismo finlandés, el triple medallista de oro Hannes Kolehmainen. El juramento olímpico corrió a cargo de Heikki Savolainen, un gimnasta que ganó dos medallas de oro en Londres 1948 y se retiraría en estas olimpiadas con la medalla de bronce por equipos.

### Deportes

#### Atletismo

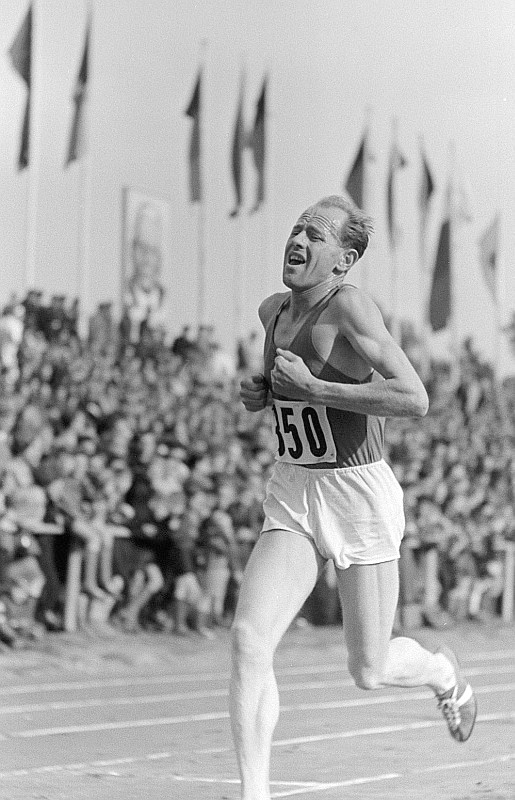
El checoslovaco Emil Zátopek ganó tres medallas de oro.

Durante ocho días se realizaron un total de 33 competencias (24 masculinas y 9 femeninas) en las que participaron 963 atletas (776 hombres y 187 mujeres) de 57 países. Hubo un notable rendimiento deportivo al superarse 24 plusmarcas olímpicas, de las que 7 fueron récord mundial. El líder destacado del medallero fue Estados Unidos con 31 metales (15 oros), seguido por Checoslovaquia (4 oros) y Australia (3 oros). Aunque la Unión Soviética obtuvo 17 medallas, solo dos fueron de oro.
La gran figura de Helsinki 1952 fue el checoslovaco Emil Zátopek, triple medalla de oro en las pruebas de resistencia más importantes: 5000 metros, 10 000 metros y la maratón, siendo la primera vez que participaba en esa disciplina. Además venció en las tres con récord olímpico. Apodado la «Locomotora Humana», se caracterizó por la fuerza física de sus piernas y por su aguante en carrera, con el que marcaba el ritmo a sus rivales. Además su esposa Dana Zátopková había ganado el oro en lanzamiento de jabalina.
Las pruebas de velocidad volvieron a estar dominadas por los corredores estadounidenses, con triunfos de Lindy Remigino en 100 metros y Andy Stanfield en 200 m. Pero la isla caribeña de Jamaica confirmó su poder: George Rhoden obtuvo el oro en 400 m, su compañero Herb McKenley logró dos platas y el equipo jamaicano se proclamó campeón del relevo de 4 x 400 metros con récord mundial. En las categorías de marcha, el sueco John Mikaelsson ganó en 10 km. y el italiano Pino Dordoni lo hizo en 50 km.
Hubo también espacio para las sorpresas. Josy Barthel, representante de Luxemburgo, se proclamó campeón de los 1500 m y es el único luxemburgués que ha ganado una medalla de oro.
Casi todas las pruebas de lanzamiento las lideró Estados Unidos, con dos excepciones: la victoria del brasileño Adhemar da Silva en triple salto y la del húngaro József Csermák en lanzamiento de martillo, este último con récord mundial. Un caso curioso fue el del estadounidense Walt Davis, campeón de salto de altura, que dos años después se convirtió en jugador profesional de baloncesto. En el decatlón su compatriota Bob Mathias, oro en Londres 1948, revalidó su triunfo con una plusmarca de 7.887 puntos.
En categoría femenina, Australia dominó las pruebas de velocidad con los dos oros de Marjorie Jackson (100 m y 200 m) y Shirley Strickland (80 m vallas). Estados Unidos solo pudo vencer en el relevo de 4 × 100 m La Unión Soviética logró casi todas sus medallas gracias a las mujeres, en particular dos oros de Galina Zybina (peso) y Nina Ponomaryova (disco).
Entre los atletas de habla hispana, el único que se hizo con una medalla fue el argentino Reinaldo Gorno, plata en maratón.

#### Baloncesto
Con 23 selecciones en liza, fue necesaria una ronda preliminar entre las 13 más débiles para sacar a los 16 participantes definitivos. Después de dos fases de grupos, los cuatro mejores países pasaron a una eliminatoria directa por las medallas. Sin ninguna sorpresa, Estados Unidos se llevó el oro frente a la debutante Unión Soviética. Ambos mantendrían desde entonces una dura rivalidad por la hegemonía del baloncesto olímpico, en el que entonces solo se permitían jugadores amateur. El bronce recayó en Uruguay, vencedora del tercer puesto contra Argentina.

#### Boxeo
Unos 249 púgiles de 43 países participaron en las 10 categorías programadas. Por primera y única vez solo se otorgaron medallas de oro y plata a los finalistas, mientras que los eliminados en semifinales se marchaban con diploma. No obstante, el COI rectificó meses después y concedió a los afectados la medalla de bronce. Además del segundo oro consecutivo del húngaro László Papp, destacaron boxeadores que más tarde desarrollarían su carrera profesional, como el estadounidense Floyd Patterson (campeón del peso mediano) y el sueco Ingemar Johansson (plata en el peso pesado).

#### Ciclismo
Sin variaciones respecto al programa de la pasada edición, hubo 215 ciclistas (todos hombres) de 36 países. El velódromo de Helsinki acogió las cuatro pruebas de ciclismo en pista, dominadas por Italia (dos oros), Australia (dos oros) y Sudáfrica. En cuanto al ciclismo en ruta, Bélgica se hizo con la victoria tanto en la contrarreloj por equipos como en la prueba en línea, con oro para André Noyelle y plata para Robert Grondelaers.

#### Ecuestre
La equitación fue la disciplina que más cambios experimentó respecto a Londres 1948. Se eliminó la exigencia de que los participantes fueran oficiales militares y se permitió la inscripción de mujeres, aunque solo en la categoría de doma clásica. En total hubo 134 deportistas (130 hombres y 4 mujeres). Aunque el número era muy reducido, la jinete danesa Lis Hartel, aquejada de polio, se llevó la plata en doma individual. Suecia arrasó en doma y en el evento de tres días, con aportación destacada de Henri Saint Cyr y Hans von Blixen-Finecke, Jr., mientras que en salto estuvo más repartido, con los triunfos del francés Pierre Jonquères d'Oriola en individual y de Reino Unido en equipos.
Chile tuvo un buen desempeño en este deporte gracias a las pruebas de salto. Óscar Cristi, oficial de carabineros, se hizo con la plata en categoría individual y obtuvo el mismo metal en equipos, junto con César Mendoza y Ricardo Echeverría.

#### Esgrima
Sin cambios en el programa olímpico, unos 286 espadachines (249 hombres y 37 mujeres) participaron en un total de 6 pruebas masculinas y una femenina. El escenario elegido fue la vecina localidad de Espoo. Los países especialistas en cada una de las tres modalidades coparon los oros: Francia triunfó en florete masculino, Italia sobresalió en espada gracias a Edoardo Mangiarotti (oro en individual y equipos) y Hungría arrasó en sable con el tercer oro consecutivo de Pál Kovács.
La sorpresa llegó en el florete femenino, donde la italiana Irene Camber ganó contra todo pronóstico a la reina de esta especialidad, la húngara Ilona Elek.

#### Fútbol
De nuevo se batió un récord de participación con 25 selecciones nacionales, siendo necesaria una ronda preliminar. Todos los enfrentamientos fueron en eliminatoria directa a un partido. Aunque solo se permitían deportistas amateur, las principales ligas de países del bloque del Este no eran reconocidas como profesionales. La Hungría del llamado «equipo de oro», imbatida desde 1950, era la gran favorita y cumplió los pronósticos al ganar la medalla de oro en la final contra Yugoslavia (2:0). El cuadro magiar contó con la mejor generación de su historia: Ferenc Puskás, Zoltán Czibor, Sándor Kocsis, József Bozsik y Nándor Hidegkuti entre otros. En la lucha por el bronce, Suecia derrotó a Alemania.

#### Gimnasia artística
La gimnasia pasó a contar con 15 competencias (8 masculinas y 7 femeninas) gracias a la ampliación del programa femenino, al que se incluyeron seis eventos individuales: concurso general, suelo, potro, equilibrio, asimétricas y aparatos. En total participaron 319 gimnastas (185 hombres y 134 mujeres) de 30 países.
La llegada de la Unión Soviética, ausente en la pasada edición, supuso una revolución para este deporte: ganaron 22 medallas de las 45 que había en juego, y se llevaron el oro en 9 de las 15 categorías. Entre los hombres destacaron Viktor Chukarin (6 preseas, 4 de ellas de oro) y Hrant Shahinyan (4 preseas), mientras que en mujeres María Gorojóvskaya consiguió 7 medallas en todas las pruebas a las que se presentó (2 oros y 5 platas).

#### Halterofilia
Unos 142 deportistas de 41 países participaron en un total de 7 pruebas, con la inclusión de la categoría de peso mediopesado (entre 82,5 y 90 kilos). La llegada de la Unión Soviética incrementó el nivel de la competencia, aunque en aquel entonces existía una mayor igualdad con el dominador tradicional, Estados Unidos. Los norteamericanos se impusieron en el medallero con 6 metales (4 de oro), si bien los soviéticos obtuvieron un número mayor de 7 preseas (3 de oro). Entre ambos estados se llevaron 13 de las 21 medallas en juego. El único haltera de habla hispana con actuación destacada fue el argentino Humberto Selvetti, bronce en el peso pesado.

#### Hockey sobre césped
Por quinto año consecutivo, la selección de hockey de la India se proclamó vencedora de la prueba. Por detrás quedaron los Países Bajos (plata) y Reino Unido (bronce), que derrotó en la final por el tercer puesto a Pakistán. Los 8 equipos restantes disputaron un torneo de consolación en la ciudad de Porvoo, cuyos resultados no figuran en el resumen olímpico oficial.

#### Lucha
Un total de 244 luchadores de 37 países participaron en el programa de 16 pruebas: 8 de estilo libre y 8 de grecorromana, divididas por pesos. En su debut en unos Juegos Olímpicos, la Unión Soviética lideró el medallero con 10 metales (5 oros), seguidos de Suecia e Irán, quienes habían sido los dominadores tradicionales hasta ese año.

#### Natación
El programa de natación incluía 6 pruebas masculinas y 5 femeninas, las mismas que en la última edición, y contó con la participación de 319 nadadores (201 hombres y 118 mujeres) de 48 países. A nivel deportivo se batieron 9 plusmarcas olímpicas, entre ellas un récord del mundo.
En categoría masculina, Estados Unidos se llevó cuatro de los seis oros en juego, concretamente los 100 metros libres (Clarke Scholes), 1500 m (Ford Konno), 100 m espalda (Yoshi Oyakawa) y el relevo de 4 x 200. El francés Jean Boiteux ganó los 400 m y el australiano John Griffith Davies venció en estilo braza. Por otro lado, Japón regresó tras su ausencia de Londres 1948 y mantuvo su dominio en la natación, al llevarse tres medallas de plata.
Hungría dominó por completo la categoría femenina, al conseguir cuatro de los cinco oros disponibles. El equipo formado por Ilona Novák, Judit Temes, Éva Novák y Katalin Szöke batió el récord mundial en el relevo de 4 x 100. Szöke fue además la triunfadora de los 100 metros libres, mientras que Valéria Gyenge ganó en 400 m y Éva Székely hizo lo propio en 200 m braza. La única nota discordante fue Joan Harrison, representante de Sudáfrica, que venció en 100 m espalda.

#### Pentatlón moderno
La Unión Internacional de Pentatlón Moderno reguló por primera vez esta prueba desde su creación en 1948. El hecho de que se hubiesen celebrado los primeros mundiales tres años antes mejoró el nivel competitivo. En esta ocasión, los 51 atletas de 19 países optaban a medalla individual y colectiva. Aunque el sueco Lars Hall fue campeón en solitario, los buenos puestos de los magiares Gábor Benedek (plata) e István Szondy (bronce) dieron el oro a Hungría en la clasificación por equipos.

#### Piragüismo en esprint
En el piragüismo, con 159 remeros (13 de ellas mujeres) de 21 países, se mantuvo el mismo programa de la pasada edición, con 8 pruebas masculinas y una femenina. Las de kayak vivieron la mayor rivalidad enfre Finlandia y Suecia: aunque el sueco Gert Fredriksson revalidó el oro en K1 de 1000 metros, los fineses vencieron en el resto gracias a Thorvald Strömberg y al equipo de K2 formado por Kurt Wires y Yrjö Hietanen.
En la única competencia femenina, K1 de 500 metros, la finlandesa y campeona mundial Sylvi Saimo cumplió con los pronósticos y se proclamó vencedora.

#### Remo
Las pruebas de remo se celebraron en el barrio de Meilahti, un lugar distinto al previsto. Los 404 hombres de 33 países tomaron parte de una competición con 7 modalidades. Estados Unidos mantuvo su dominio en el medallero con dos preseas de oro, aunque tuvo que enfrentarse a la dura competencia de la Unión Soviética. En la especialidad de doble par de remos sin timonel, el equipo de Argentina (Eduardo Guerrero y Tranquilo Cappozzo) consiguió el oro mientras que Uruguay (Miguel Seijas y Juan Antonio Rodríguez) obtuvo el bronce.

#### Saltos
En los saltos de trampolín, hubo 76 participantes (51 hombres y 25 mujeres) de 22 países, y Estados Unidos se llevó el oro en las 4 pruebas en juego. Patricia McCormick consiguió sus dos primeros oros en unos Juegos Olímpicos, que cuatro años después pudo revalidar. En cuanto a los atletas de habla hispana, Joaquín Capilla ganó para México la plata en 10 metros plataforma.

#### Tiro
Por primera vez, la Unión Internacional de Tiro había diseñado un programa estable con 7 pruebas, en el que regresaban disciplinas como la pistola rápida. En total participaron 218 tiradores de 48 países. Las mujeres seguían excluidas de los JJ. OO. a pesar de que en 1950 habían empezado a competir en torneos internacionales. La debutante Unión Soviética ganó un total de 4 preseas, pero no lideró el medallero porque Noruega se hizo con dos oros gracias a Erling Kongshaug (rifle en tres posiciones) y John Larsen (tiro al ciervo). El húngaro Károly Takács revalidó el triunfo de la edición anterior en pistola libre por delante del español Ángel León Gozalo, único medallista de su país en esta edición.

#### Vela
Unos 227 regatistas (224 hombres y 3 mujeres) de 29 países participaron en los 5 eventos fijados. A las categorías habituales (Finn, Star y Dragon) se añadió una nueva, el velero de 5,5 metros. De nuevo volvió a haber mujeres y las pruebas fueron mixtas, algo que se mantuvo hasta 1980. Los puntos se otorgaron según la clasificación final y el número de barcos que terminaban cada carrera.
El danés Paul Bert Elvstrøm ganó el segundo de sus cuatro oros olímpicos en la categoría Finn. Italia y Noruega vencieron en Star y Dragon respectivamente, mientras que Estados Unidos se lo llevó las últimas dos pruebas: velero de 5,5 y de 6 m.

#### Waterpolo
El hecho de que hubiese 21 selecciones en liza llevó a la organización a montar una fase eliminatoria. La última ronda consistía en un grupo entre las cuatro mejores selecciones, que competían directamente por las medallas. Hungría y Yugoslavia llegaron al último partido empatadas, pero los magiares se llevaron el oro gracias a una mayor diferencia de goles. Italia se quedó con el bronce.

### Deportes de exhibición
En los Juegos Olímpicos de Helsinki hubo dos deportes de exhibición: el pesäpallo (nacional) y el balonmano (internacional).

#### Pesäpallo
El pesäpallo es una variante finlandesa del béisbol donde la mayor diferencia está en que la bola se lanza al aire en dirección horizontal. El 31 de julio se celebró un partido amistoso entre una selección de la liga nacional y otra de la federación deportiva sindical, que terminó con un resultado de 8:4. El creador de esta disciplina, Lauri Pihkala, tuvo el honor de hacer el saque inicial.

#### Balonmano
En cuanto al balonmano, solo fue prueba oficial en los Juegos Olímpicos de Berlín 1936 y después se retiró del programa. La variante de aquella época era de once jugadores (frente a los siete actuales) y al aire libre en un campo de césped. El 30 de julio se celebró un amistoso entre las selecciones de Dinamarca y Suecia. Los suecos vencieron finalmente por 19 a 11, y pese a la lluvia persistente hubo más de 13 000 espectadores en las gradas.

### Ceremonia de clausura
La ceremonia de clausura comenzó a las 17:00 del 3 de agosto de 1952, y en esta ocasión todos los comités nacionales (incluido China) estuvieron representados. Sin embargo, hubo atletas que ya se habían marchado a sus países y algunas delegaciones no contaban con ninguno. En esos casos, la enseña nacional fue portada por un cadete finlandés.
A las 19:12 horas, la bandera de Grecia se alzó a los acordes del himno nacional griego. Se subió en el mástil central la bandera de Finlandia y en el mástil izquierdo la de Australia, futura organizadora de los Juegos Olímpicos de Verano de 1956 en la ciudad de Melbourne. El presidente del Comité Olímpico Internacional, Sigfrid Edström, cerró la XV Olimpiada con un discurso en francés e inglés. El alcalde de Helsinki recibió la bandera olímpica para custodiarla hasta los siguientes Juegos, se apagó la llama olímpica y se hicieron cinco salvas. Una banda musical tocó el tema «Canción de los Atenienses», con arreglos del compositor finés Jean Sibelius, y el himno finlandés dio cierre a la ceremonia.

## Medallero

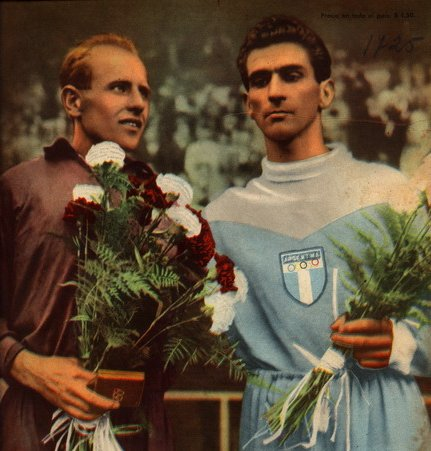
Emil Zátopek y Reinaldo Gorno ganaron oro y plata en maratón, respectivamente.

Un total de 43 países obtuvieron al menos una medalla en estos Juegos Olímpicos. El líder fue Estados Unidos con 76 medallas; la Unión Soviética obtuvo 71. El primer oro soviético lo ganó Nina Ponomaryova, en lanzamiento de disco. Por detrás destacó Hungría, que con mucha menor población que esos países logró un récord de 42 preseas (una de oro en fútbol, con el Equipo de oro de Puskas o Czibor). Los anfitriones lograron 22 medallas, mientras que en países de habla hispana, el que más preseas obtuvo fue Argentina, con cinco. En el apartado de países que regresaban a los Juegos, Alemania consiguió 24 medallas pero ninguna de oro, mientras que Japón firmó 25.

Dentro de los atletas que obtuvieron medalla, destaca Emil Zátopek. El atleta de Checoslovaquia ganó la medalla de oro en las pruebas de 5000 metros, 10 000 metros y la maratón, una prueba para la que no había competido antes. Su mujer Dana Zatopkova ganó en lanzamiento de jabalina. En equitación, por primera vez una mujer consiguió una medalla; la danesa Lis Hartel, aquejada de polio, ganó la plata en doma individual. En natación hubo una mejora generalizada de las marcas, con varios récords superados.  En gimnasia destacó la soviética María Gorojóvskaya, que consiguió medallas en las siete pruebas a las que se presentó: dos oros, y cinco platas; fueron los últimos Juegos en los que participó.
     País organizador (Finlandia)
| Núm. | País                  | Oro | Plata | Bronce | Total |
| ---- | --------------------- | --- | ----- | ------ | ----- |
| 1    | Estados Unidos (USA)  | 40  | 19    | 17     | 76    |
| 2    | Unión Soviética (URS) | 22  | 30    | 19     | 71    |
| 3    | Hungría (HUN)         | 16  | 10    | 16     | 42    |
| 4    | Suecia (SWE)          | 12  | 13    | 10     | 35    |
| 5    | Italia (ITA)          | 8   | 9     | 4      | 21    |
| 6    | Checoslovaquia (TCH)  | 7   | 3     | 3      | 13    |
| 7    | Francia (FRA)         | 6   | 6     | 6      | 18    |
| 8    | Finlandia (FIN)       | 6   | 3     | 13     | 22    |
| 9    | Australia (AUS)       | 6   | 2     | 3      | 11    |
| 10   | Noruega (NOR)         | 3   | 2     | 0      | 5     |

## Legado
El impacto económico en Finlandia fue notable, porque ayudó a su recuperación tras la Segunda Guerra Mundial, en la que el país participó. Invirtieron más de 1.580 millones de marcos fineses. Las zonas e infraestructuras deportivas construidas fueron reutilizadas, y ayudaron al desarrollo urbanístico de Helsinki. Por ejemplo, la Villa Olímpica se convirtió en una zona residencial, mientras que el Estadio Olímpico continuó albergando importantes competiciones internacionales como el Mundial de Atletismo. Además, construyó el aeropuerto internacional de Helsinki-Vantaa. El espíritu olímpico también se hizo visible fuera de la región capitalina. En 1952, se inauguró el primer área de descanso para automovilistas de Finlandia en Lahnajärvi, junto a la antigua Carretera 1.
Dentro de las relaciones internacionales, Finlandia se abrió al mundo. Además del contacto de sus ciudadanos con gente de otras razas, se ampliaron los contactos del Gobierno tanto con Europa occidental como con algunos gobiernos de Europa del Este. Las relaciones de Finlandia con el Reino Unido y las visitas del príncipe Felipe de Edimburgo sirvieron para que el país fuera considerado por otras naciones como parte del mundo occidental.
En lo que respecta a los Juegos Olímpicos, Helsinki 1952 sorteó los problemas políticos de su época y la edición pudo celebrarse con normalidad, con una buena organización por parte del Comité encargado de esta labor. Aunque Finlandia es el país con menos población que ha albergado este evento, la participación de 1952 fue algo superior en número de Estados a la edición posterior, Melbourne 1956.